# Ariel López
Ariel Maximiliano López (né le 5 avril 1974 à Lanús en Argentine) est un joueur de football argentin.

## Biographie
López a joué dans son pays natal pour les clubs du Club Atlético Lanús, du Quilmes Atlético Club et du Club Atlético San Lorenzo de Almagro. Il aurait également dû jouer pour le géant argentin du Club Atlético River Plate, mais son transfert est annulé à cause d'une blessure à la jambe.
En 1996, il devient le meilleur buteur de la Primera División Argentina (Clausura).
López a également évolué en Europe au RCD Majorque et à l'Hércules CF en Espagne, ainsi que pour le Genoa CFC en Italie.
Il finit sa carrière en 2007, dans le club mexicain des Pumas UNAM.